# Puget-Rostang
Puget-Rostang é uma comuna francesa na região administrativa da Provença-Alpes-Costa Azul, no departamento Alpes Marítimos. Estende-se por uma área de 22,46 km², com 114 habitantes, segundo os censos de 1999, com uma densidade de 5 hab/km².